# 偽菌類
偽菌類（ぎきんるい Pseudofungi）は、菌類に似ているが菌界に属さない生物の総称である。従来は菌類として扱われてきたもののうち、菌界とは別の系統に属することが判明したものがここに含まれる。具体的には、元は鞭毛菌とされてきた卵菌類とサカゲカビ類をさす語として提示されたが、その範囲には若干の揺れがある。

## 概念
菌類はキノコを中心として捉えられた生物群であり、そこへ次第にカビや酵母が取り込む形で認められた。当初はそれらは植物に含まれるものと認識されていたが、次第に1つの群と認められるようになった。特に重要なのはホイッタカーの五界説で、彼はまず生物の進化に3つの傾向があることを主張した。光合成で独立栄養を行う植物と捕食によって従属栄養を営む動物と、それらに対して第3の方向として動物と同じ従属栄養ではあるが、捕食ではなく接触面で分解吸収を行う方向に進化したのが菌類であるとした。この説は細部では様々な問題や疑問はあったものの影響は大きく、特に菌類が動物や植物とは独立した生物群であるとの認識が定着する上で大きな力となった。
そのような形で1つの界と考えられるようになった菌界であるが、その構成は20世紀半ばでは以下のようなものであった。
- 菌界
  - 変形菌門
    - アクラシス綱（細胞性粘菌）
    - 水生変形菌綱（ラビリンチュラ類）
    - ネコブカビ綱
    - 変形菌綱

  - 真菌門
    - 鞭毛菌亜門
      - ツボカビ綱
      - サカゲカビ綱
      - 卵菌綱

    - 接合菌亜門
      - 接合菌綱
      - トリコミケス綱

    - 子嚢菌亜門
    - 担子菌亜門

ただしこれらの扱いは広く同意が得られてはいたものの、問題点を指摘する声もまた多かった。1つは変形菌門が真菌門と近縁であるかどうか、という問題であり、上記のウェブスターの書でもその類の解説の冒頭にこの類縁性が「疑問で」あり、「たぶん原生動物にずっと近縁」であろうとしている。もう1つは鞭毛菌亜門の中のサカゲカビ綱と卵菌綱が異なる系統に属するものではないか、という問題点である。ウェブスターも鞭毛菌類が「多系統である」ことを指摘している。

## 鞭毛菌類の場合
鞭毛菌類では、これらの疑問は研究の進歩によってさらに明らかにされる。光学顕微鏡で行われていた細胞の構造の研究は電子顕微鏡の発達によりより細部にまで解明が進み、鞭毛は外見だけでなくその内部構造やそれを支える構造までが明らかにされ、鞭毛装置の違いはより重視されるようにになった。卵菌類やサカゲカビ類のそれはツボカビのそれとはかけ離れ、むしろ褐藻類や黄緑藻類といった不等毛類のものと比較すべきであることが明らかとなった。生理面でもアミノ酸の合成経路などがこの類ではやはり他の菌類とは異なることが明らかにされた。1986年にキャバリエ＝スミスは不等毛類を藻類の1門と位置づけ、ここにサカゲカビ類と卵菌類を含めた。彼はその2群をまとめて偽菌類と名付け、これを亜門とした。そして分子系統の発展は系統関係を直接に示すことができるようになった。その結果はやはりキャバリエ＝スミスの説を支持するもので、この類が真菌類と別の系統に属することが明確にされた。

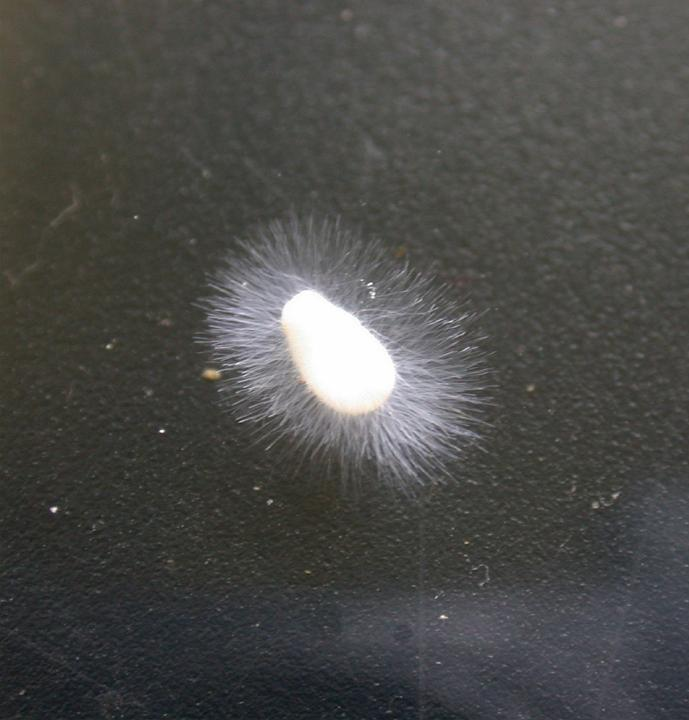
ミズカビ類のコロニー
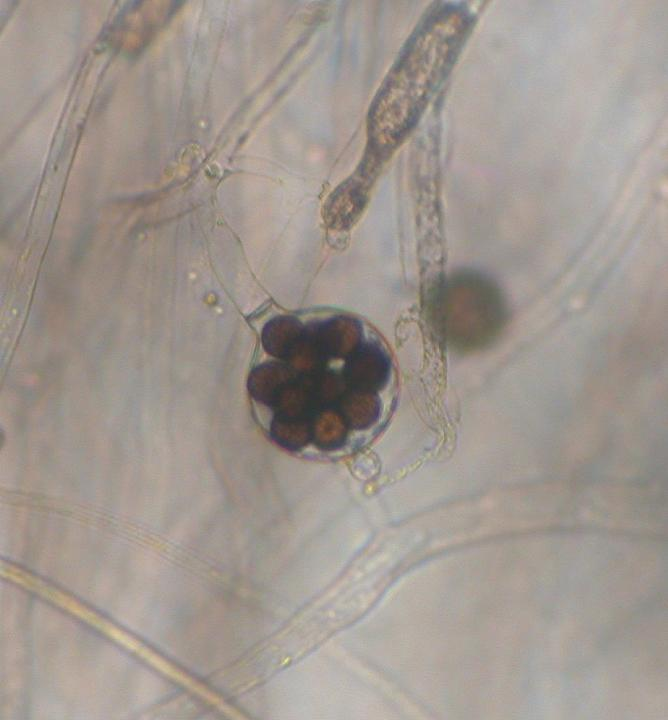
卵菌類（ワタカビの一種）
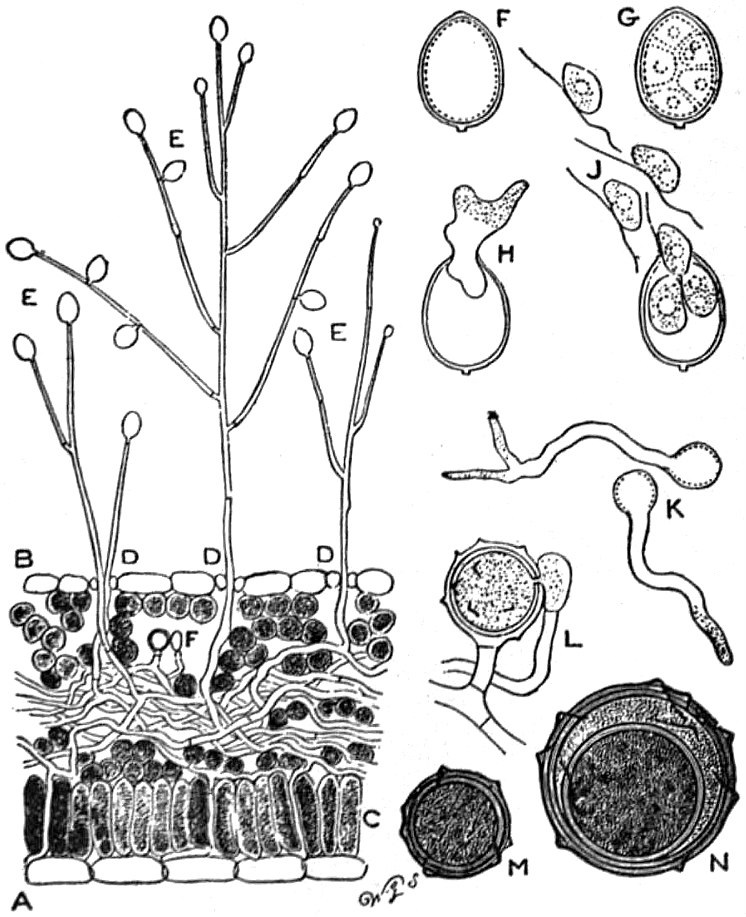
エキビョウキンの1つ (Phytophthora infestans)

## 変形菌類の場合
変形菌類に関しては、その生活環が明らかになった段階で、すでにド・バリが1859年には菌類とは異なる生物群であるとの指摘がなされていた。上記のようにウェブスターもその書に変形菌類の記述を含めてはいるものの、菌類とは別系統の生物であるという点だけでなく、含まれている各群に関しても互いに近縁かどうかを「不明確」と言い、専門家が異なれば「一部を別の場所に分類するはず」と、多系統であるとの判断を示している。先述のホイッタカーが系統に3方向を認めた上で体制の発達段階の低いものを原生生物とまとめたように、後続の研究者も単細胞やそれに類する体制の生物を原生生物としてきたこともあり、変形菌類もそこに含める事例も多く、この類を菌界から切り離す扱いは珍しくなかった。分子系統の情報は明らかにこの類が菌類とは別系統であり、その上に多系統であることを示し、現在ではこの類を菌界に含めない扱いが定説である。

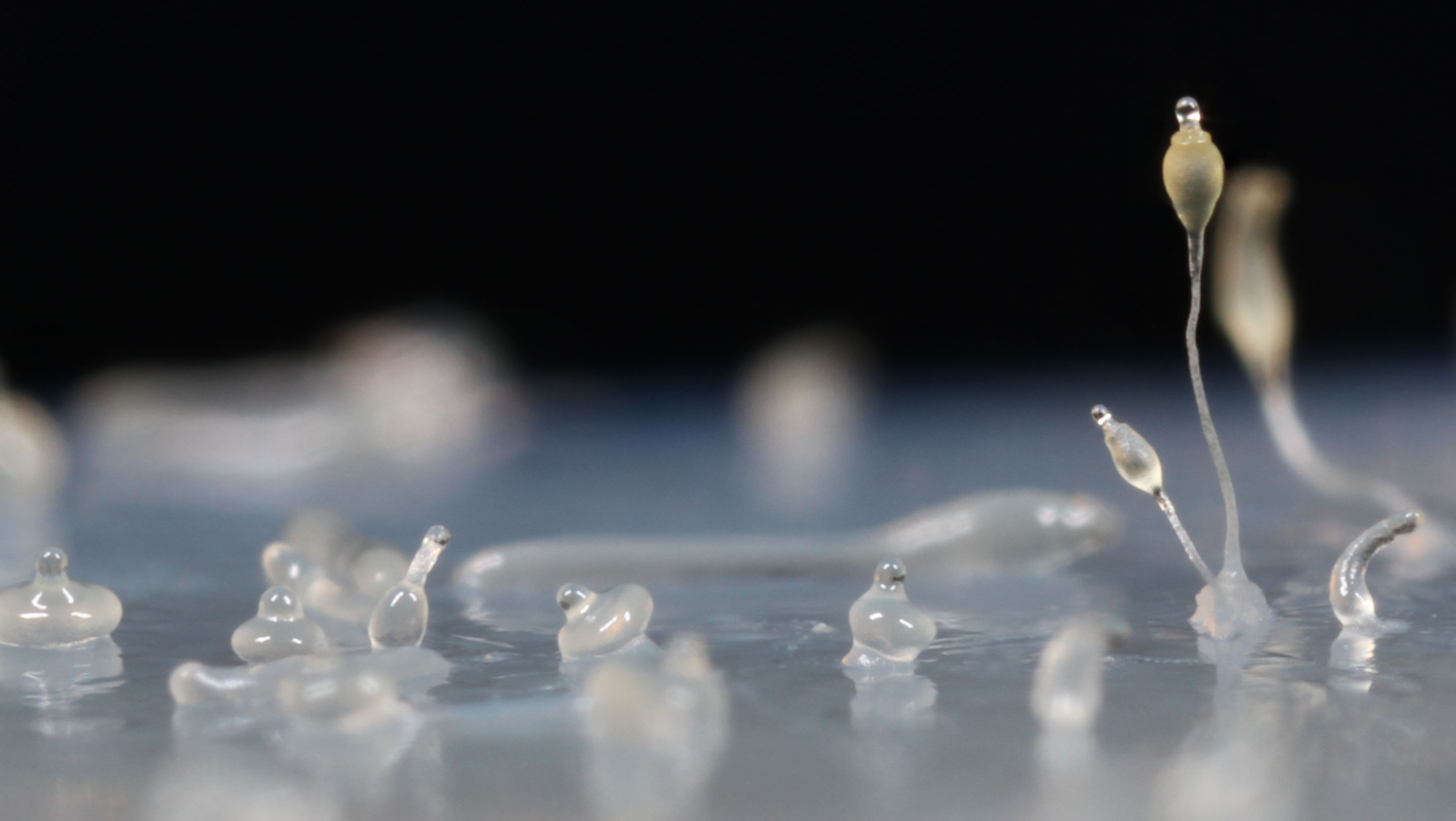
細胞性粘菌（タマホコリカビ）
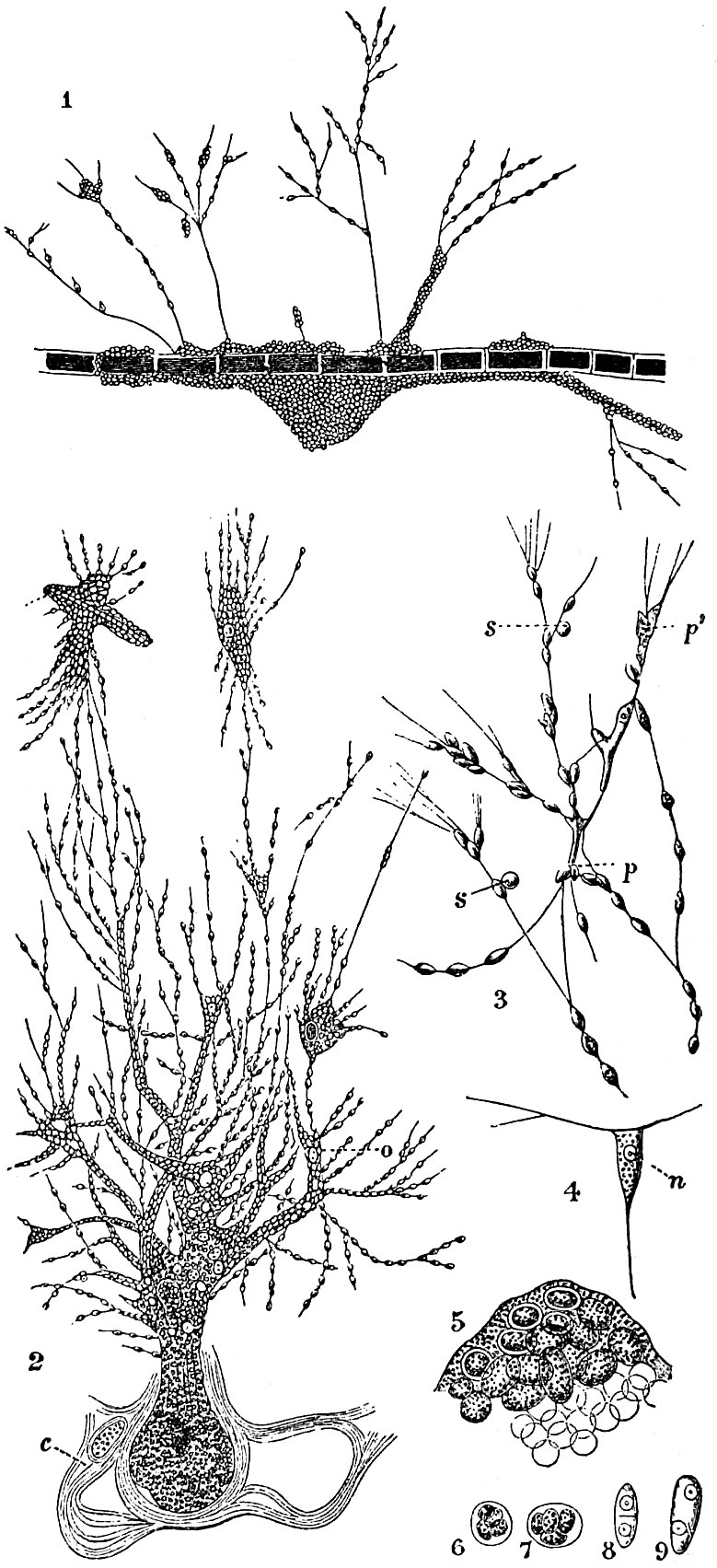
ラビリンチュラ類
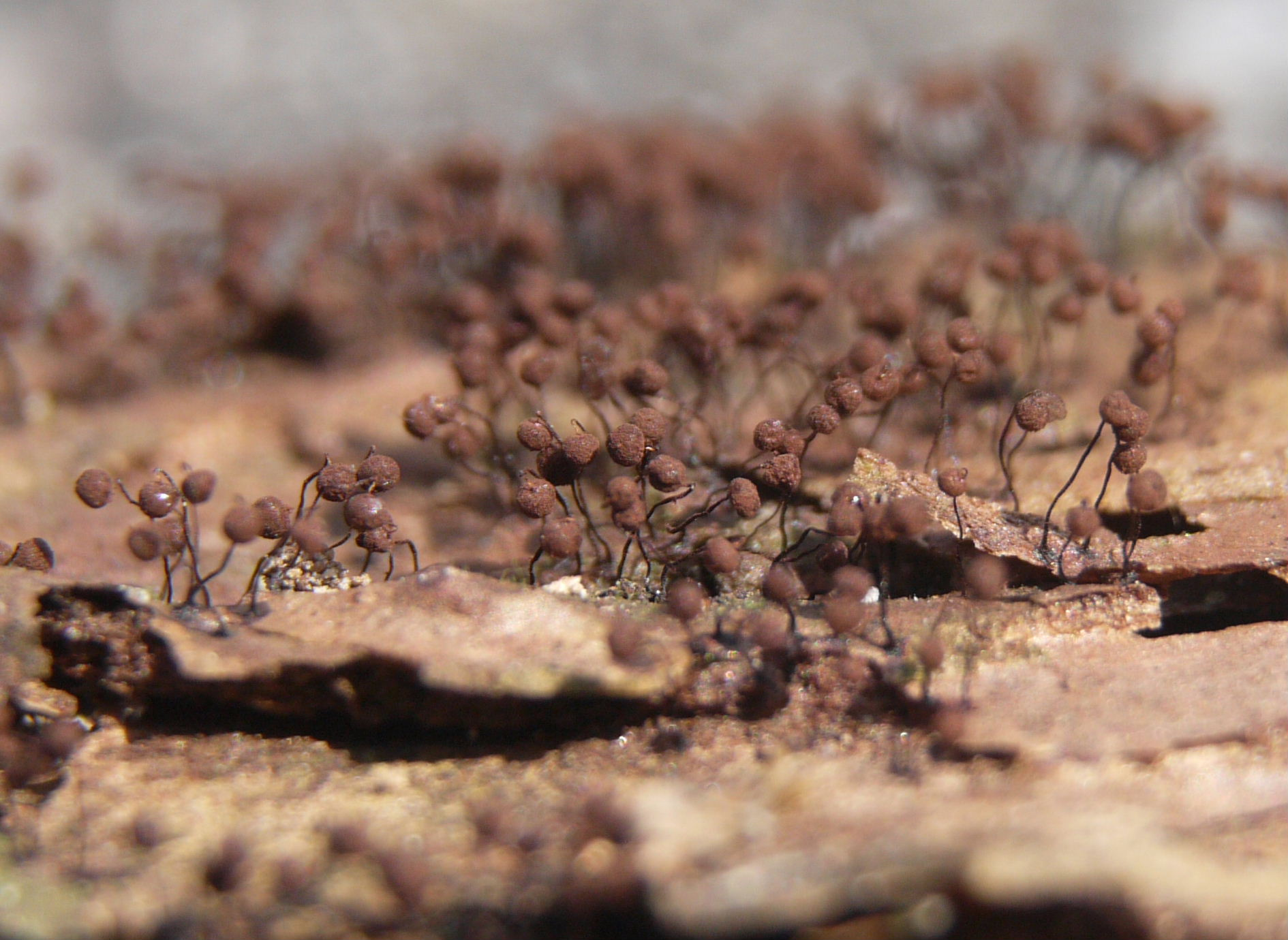
変形菌類（クモノスホコリ）

## 偽菌類の扱い
上記のように偽菌類という語は卵菌類とサカゲカビ類、つまり鞭毛菌類に含めていたが菌類ではないことが判明した生物群に対して与えられた名である。しかし、元々菌界に含めて扱われていたが、現在では菌類でないと判断されている、という点では変形菌もそれに当たっている。そのためか偽菌類に変形菌類としていた生物群をも含める例もある。例えば杉山編(2005)がそれであり、偽菌類に関する解説では上記のキャバリエ＝スミスの説を紹介しつつも、偽菌類について述べる部分では特に議論もなく変形菌類をまとめて扱っている。これはその書が従来に菌類として扱われていた生物群を全部まとめて扱うために当然の処置だったかもしれない。Introductory Mycology の4th edition の扱いもよく似ており、分類群ごとの解説ではいわゆる真菌類の各群をすべて紹介した後、巻末の方にまず卵菌類、次にサカゲカビ類、その後ろに元変形菌類の各群を解説してある。
このような扱いはそれらの群が真菌ではないとは言え、従来から菌類学が扱ってきた群であるから、という風にも取れるが、それだけではない。特に卵菌類ではその形態や栄養摂取の様式などが真菌と共通している点が多く、広い意味での菌類、と見なした方がわかりやすい。またこの群には植物病原菌や魚介類の病原菌など産業の上でも問題になるものが多く含まれる。それらの教科書などでは伝統的な分類体系を採用する例も多く、また研究する上でも類似の手法を用いることが少なくない。
なお、やはり菌界の1員として扱われてきたが、現在では違うと判断されているものに、トリコミケス綱のエクリナ目とアメビジウム目のものがあるが、これを偽菌類として扱う例は見たことがない。